# Eurosong 2024
La diciassettesima edizione di Eurosong si è svolta il 26 gennaio 2024, in una puntata speciale del talk show The Late Late Show, e ha selezionato il rappresentante dell'Irlanda all'Eurovision Song Contest 2024 a Malmö.
La vincitrice è stata Bambie Thug con Doomsday Blue.

## Organizzazione
L'emittente Raidió Teilifís Éireann (RTÉ) ha confermato la partecipazione dell'Irlanda all'Eurovision Song Contest 2024. La ricerca del rappresentante nazionale è iniziata il 15 giugno 2023: fino al successivo 29 settembre (scadenza poi estesa fino al successivo 20 ottobre), gli artisti interessati hanno avuto la possibilità di inviare le loro proposte all'emittente, che una giuria composti da professionisti del settore e fan dell'Eurovision ha poi valutato.
La competizione si è svolta il 26 gennaio 2024. Il voto combinato di due giurie, una irlandese e una internazionale, e televoto hanno decretato tutti i risultati.

## Partecipanti
RTÉ ha selezionato i 6 partecipanti fra le 378 proposte ricevute, annunciati ciclicamente durante il Ray D'Arcy Show su RTÉ Radio 1 dall'8 fino al 12 gennaio 2024.
| Artista               | Titolo             | Lingua             | Compositori                                                                       |
| --------------------- | ------------------ | ------------------ | --------------------------------------------------------------------------------- |
| Ailsha                | Go tobann          | Irlandese, inglese | Ailsha Davey, Peadar Connolly-Davey                                               |
| Bambie Thug           | Doomsday Blue      | Inglese            | Bambie Ray Robinson, Olivia Cassy Brooking, Sam Matlock, Tyler Ryder              |
| Erica-Cody            | Love Me like I Do  | Inglese            | Aimée Fitzpatrick, Erica-Cody Kennedy Smith, Richey McCourt, Ruth-Anne Cunningham |
| Isabella Kearney      | Let Me Be the Fire | Inglese            | Isabella Kearney-Nurse                                                            |
| JyellowL feat. Toshín | Judas              | Inglese            | Gavin Wigglesworth, Jean-Luc Uddoh                                                |
| Next in Line          | Love like Us       | Inglese            | Bill Maybury, Joe Rubel                                                           |

## Finale
La finale si è tenuta il 26 gennaio 2024 presso lo Studio 4 dei centri televisivi RTÉ di Dublino, durante il Late Late Show: Eurovision Special. L'ordine di uscita è stato reso noto il 14 gennaio 2024. Durante la serata si sono esibiti come ospiti la Kalush Orchestra, vincitori dell'Eurovision Song Contest 2022, con il brano Stefania.
A vincere il voto delle giuria internazionale e di quella irlandese sono stati rispettivamente i Next in Line e Bambie Thug; il televoto ha successivamente favorito la seconda, garantendole la vittoria della selezione.
| # | Artista               | Titolo             | Giuria    | Giuria         | Televoto | Totale | Posizione |
| # | Artista               | Titolo             | Irlandese | Internazionale | Televoto | Totale | Posizione |
| - | --------------------- | ------------------ | --------- | -------------- | -------- | ------ | --------- |
| 1 | Isabella Kearney      | Let Me Be the Fire | 4         | 2              | 2        | 8      | 6         |
| 2 | Bambie Thug           | Doomsday Blue      | 12        | 8              | 12       | 32     | 1         |
| 3 | JyellowL feat. Toshín | Judas              | 8         | 4              | 4        | 16     | 5         |
| 4 | Ailsha                | Go tobann          | 10        | 6              | 8        | 24     | 2         |
| 5 | Next in Line          | Love like Us       | 2         | 12             | 10       | 24     | 3         |
| 6 | Erica-Cody            | Love Me like I Do  | 6         | 10             | 6        | 22     | 4         |